# دموخ-وپخه
دموخ-وپخه (به لهستانی:  Dmochy-Wypychy) یک روستا در لهستان است که در گمینا چژو واقع شده‌است.